# 28926 Adamnimoy
28926 Adamnimoy este o planetă minoră (asteroid) din centura de asteroizi. A fost descoperită pe 20 august 2000 la Stația Anderson Mesa de Lowell Observatory Near-Earth-Object Search. 
Obiectul prezintă o orbită caracterizată de o semiaxă mare de 3,0143655 UAi, o excentricitate de 0,11, o înclinație de 10,69979 ° în raport cu ecliptica.